# Szyfon

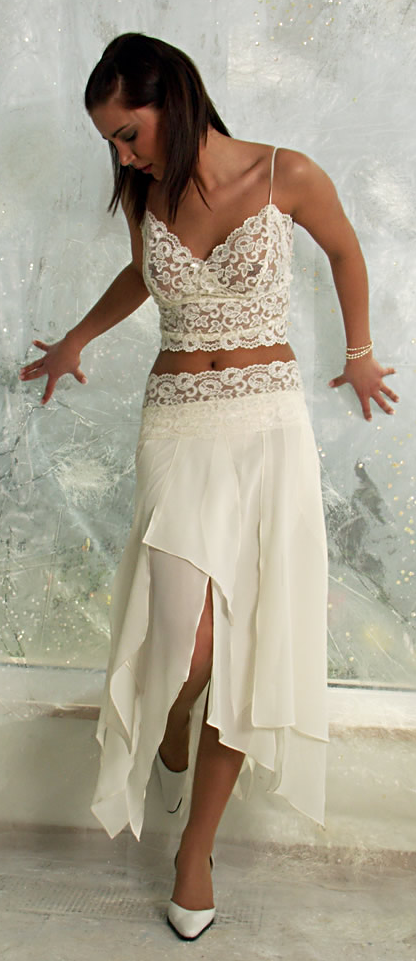
Suknia z szyfonu.

Szyfon – lekka, płócienna i prześwitująca tkanina lub siateczka, tkana naprzemiennie S- i Z- obrotami przędzy krepowej. Skręt w przędzy krepowej lekko marszczy tkaninę w obu kierunkach po utkaniu, nadając jej nieco rozciągliwości i lekkiej szorstkości.